# KTM X-Bow
Der X-Bow (sprich Crossbow, englisch für Armbrust) ist das erste Auto des österreichischen Motorradherstellers KTM. Es wurde Anfang 2007 in Form von Zeichnungen und am 8. März auf dem Genfer Auto-Salon vorgestellt.

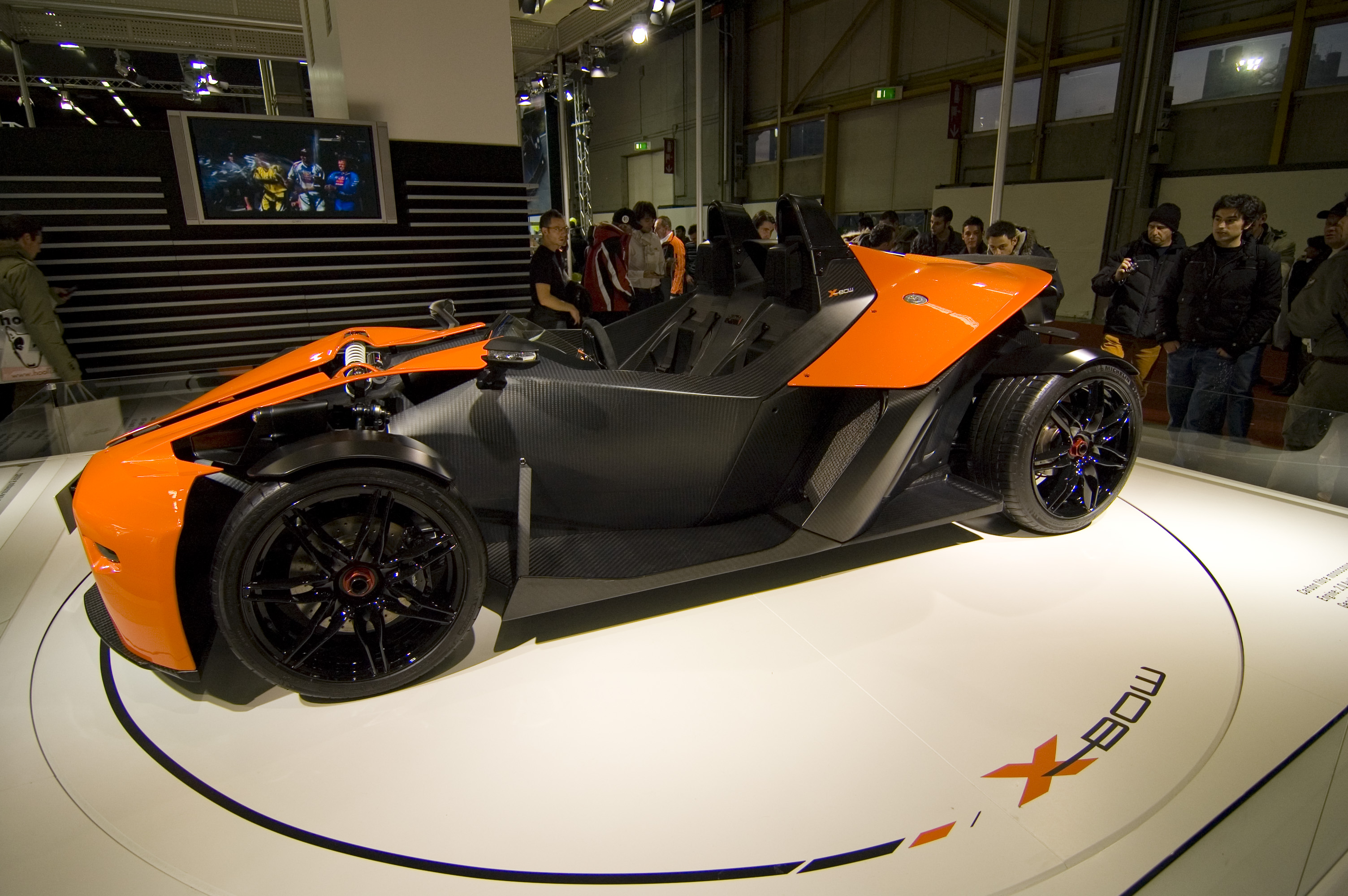
KTM X-Bow

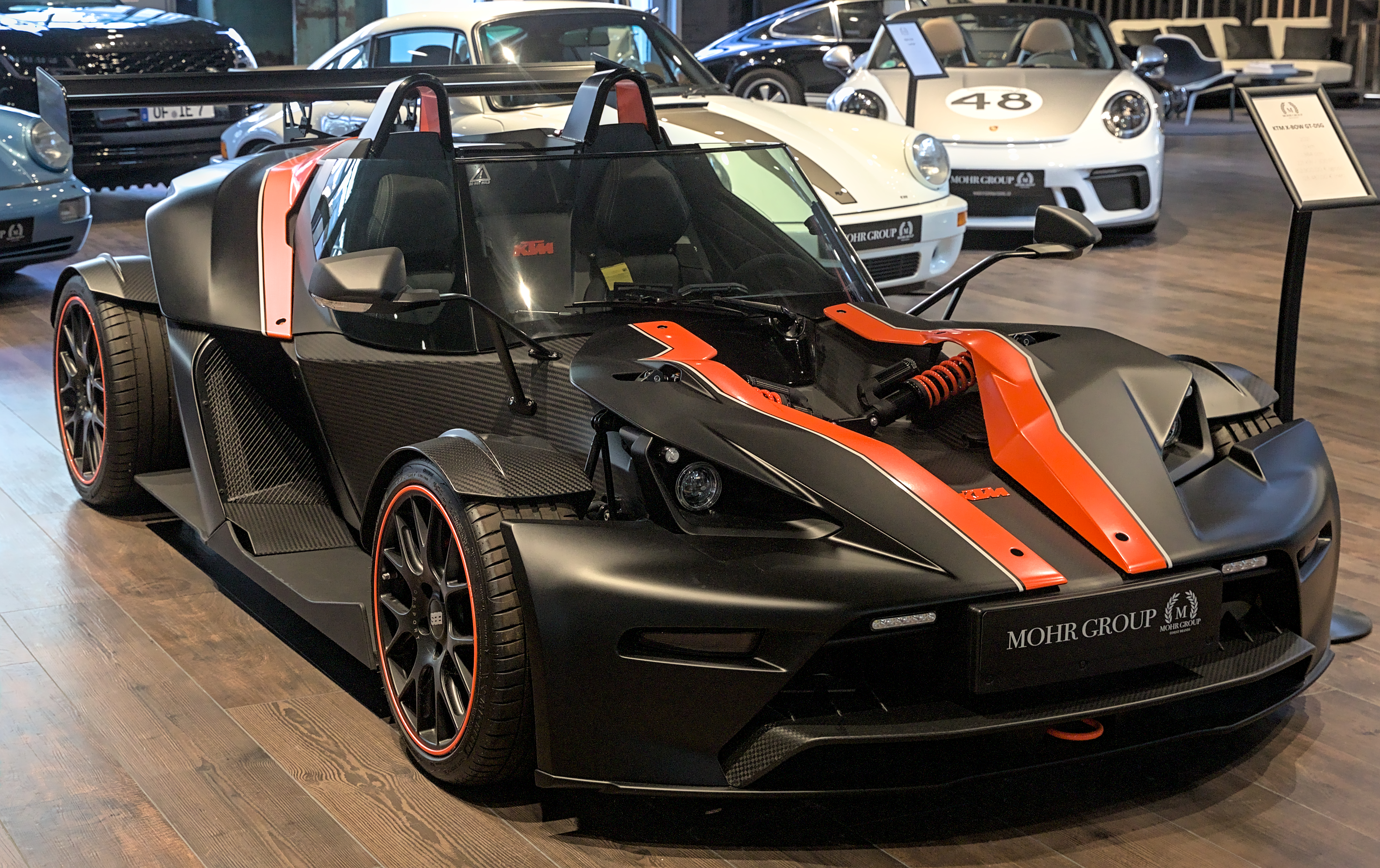
KTM X-Bow GT

## Geschichte

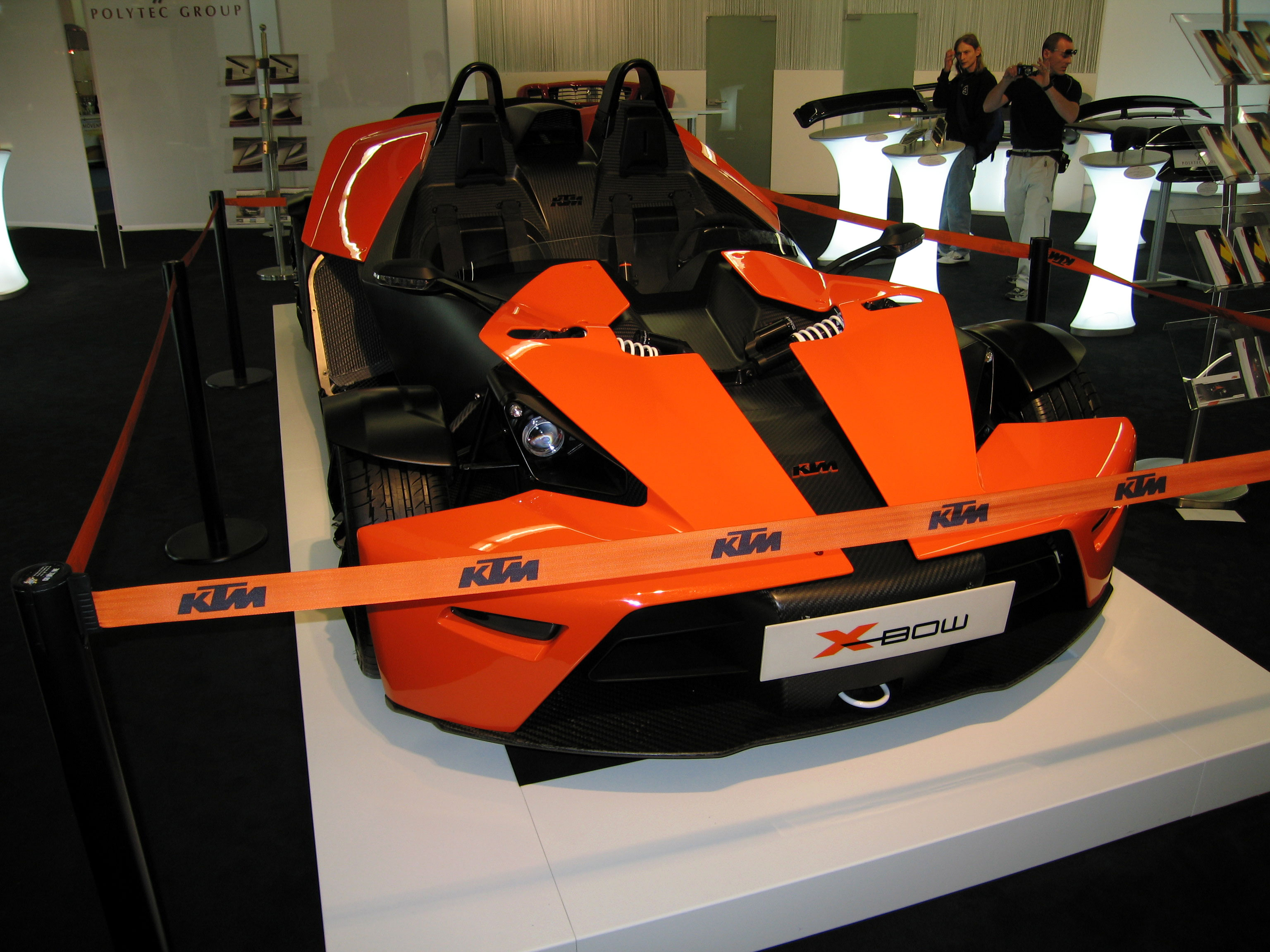
Prototyp auf der IAA 2007

In enger Zusammenarbeit mit dem seit 1994 für KTM tätigen größten österreichischen Design-Büro Kiska entstand im Jahr 2006 die Idee, zusammen mit den Motorrädern auch ein Fahrzeug auf den europäischen Markt zu bringen, das die Formen und die Charakteristik von KTM widerspiegeln und getreu dem Motto „Ready to Race“ ein puristischer Hochleistungssportwagen werden sollte.
Aus den ersten Ideen wurde mit Hilfe des Formel-Fahrzeug-Herstellers Dallara ein Fahrzeug entwickelt, das dank moderner Werkstoffe wie kohlenstofffaserverstärkter Kunststoff das Motto von KTM umsetzen sollte. Bei der ersten Vorstellung der Entwürfe in Genf 2007 entstand reges Interesse, was bei KTM zur Entscheidung führte, das Fahrzeug in Serie zu fertigen.
Nach einem weiteren Jahr Entwicklungszeit begann im März 2008 der Aufbau einer eigenen Produktionsanlage in Graz. Im Juni 2008 startete die Produktion der ersten Fahrzeuge von KTM, im August 2008 wurde der erste KTM X-BOW ausgeliefert. Um die enge Verbundenheit bei der Entwicklung des X-BOW mit Dallara aufzuzeigen, wurden die ersten 100 Fahrzeuge Dallara-Edition getauft und erhielten eine besonders hochwertige Ausstattung.
Während der Entwicklung begann im Frühjahr 2008 auch der Einstieg in den professionellen Motorsport, und die durch Reiter Engineering eingesetzten KTM X-BOW konnten von Beginn an sehr gute Ergebnisse erzielen. Der Deutsche Nachwuchspilot Christopher Haase gewann bereits in der ersten Saison 2008 die „Sports Light“ Klasse des GT4 Europacups, 2009 wiederholte der Österreicher Augustin Eder diesen Erfolg. Die aus dem Motorsport gewonnenen Erfahrungen flossen wiederum in die Entwicklung der Serienfertigung mit ein, darüber hinaus wurde mit dem KTM X-BOW „Race“ ein Kunden-Rennsportfahrzeug aufgebaut und rund 25 Mal verkauft.
Im Jahr 2009 präsentierte KTM auf dem Genfer Automobilsalon neue Modelle: Das Basis-Fahrzeug „Street“, den „Clubsport“ für den regelmäßigen Besuch der Rennstrecke, sowie den „ROC“, ein auf 30 Exemplare limitiertes Sondermodell, das eine umfangreiche Ausstattung enthielt und im Look des Race of Champions gestaltet war, bei dem der KTM X-BOW seit 2008 alljährlich eingesetzt wird.
Die Serienfertigung des KTM X-BOW wurde im Sommer 2009 auf Grund der schwierigen wirtschaftlichen Situation vorübergehend ausgesetzt. 2010 wurde die Produktion auf „auftragsbezogene Einzelfertigung“ umgestellt, gleichzeitig startete der oberösterreichische Hersteller die „KTM X-BOW BATTLE“, einen Markenpokal, der sich ausschließlich an KTM X-BOW Besitzer richtet.
2011 wurde die Modellpalette um ein „R“-Modell erweitert, das von einer Variante des 2.0-TFSI-Motors von Audi angetrieben wird und 220 kW (300 PS) leistet.
Im Jahr 2013 hat KTM wieder auf dem Genfer Automobilsalon ausgestellt und präsentierte den KTM X-BOW GT. Das Modell leistet 285 PS und hat erstmals eine Windschutzscheibe.

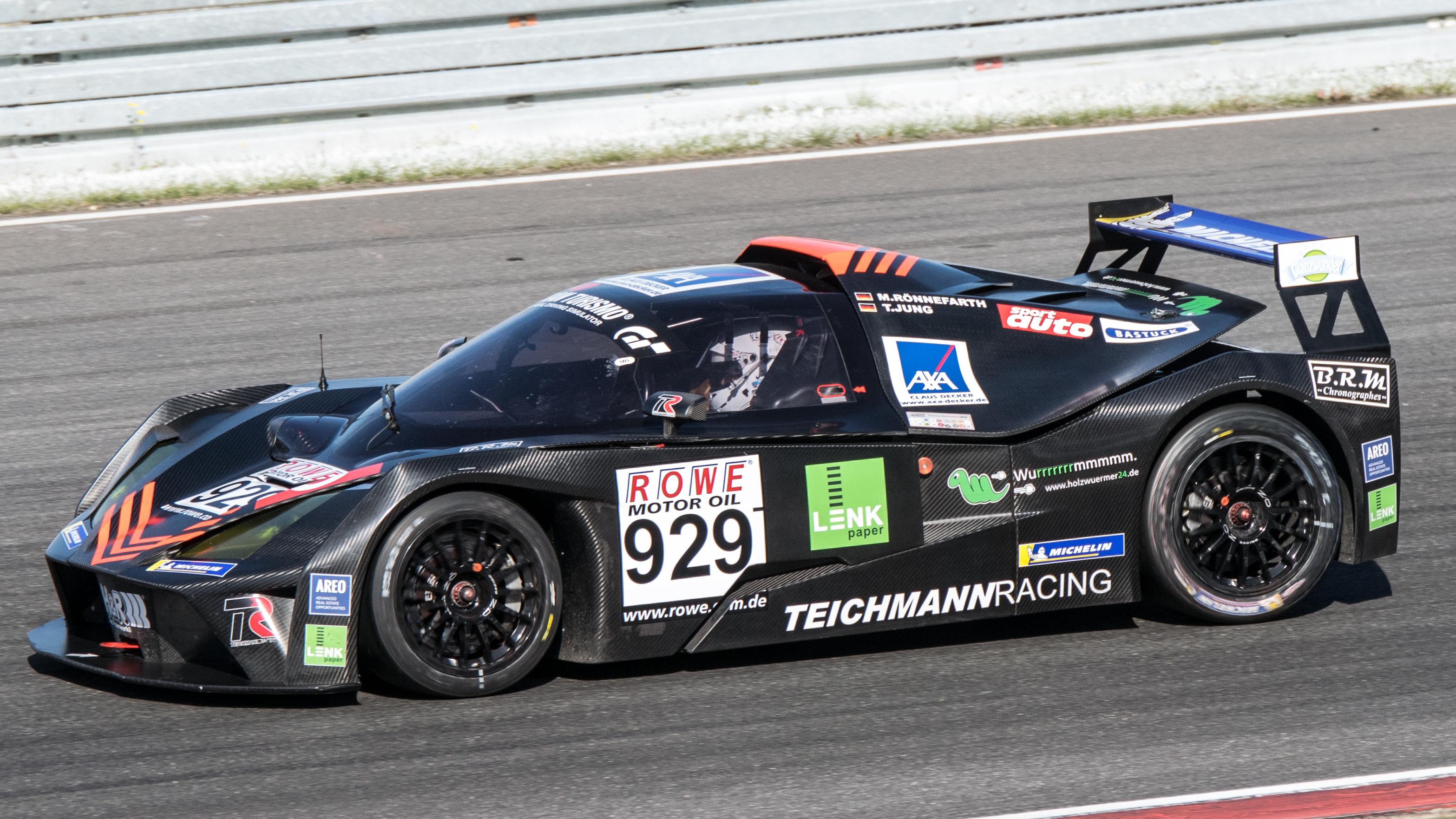
KTM X-Bow GT4 beim Renneinsatz auf dem Nürburgring

2017 wurde mit dem X-Bow GT4 eine weitere Karosserievariante auf den Markt gebracht. Es handelt sich um ein Coupé, das für die Rennsportklasse GT4 ausgelegt ist. Als Antrieb dient auch hier ein 2,0-TFSI Motor von Audi der bis zu 360 PS leistet. Das Trockengewicht beträgt 975 kg.

## Daten

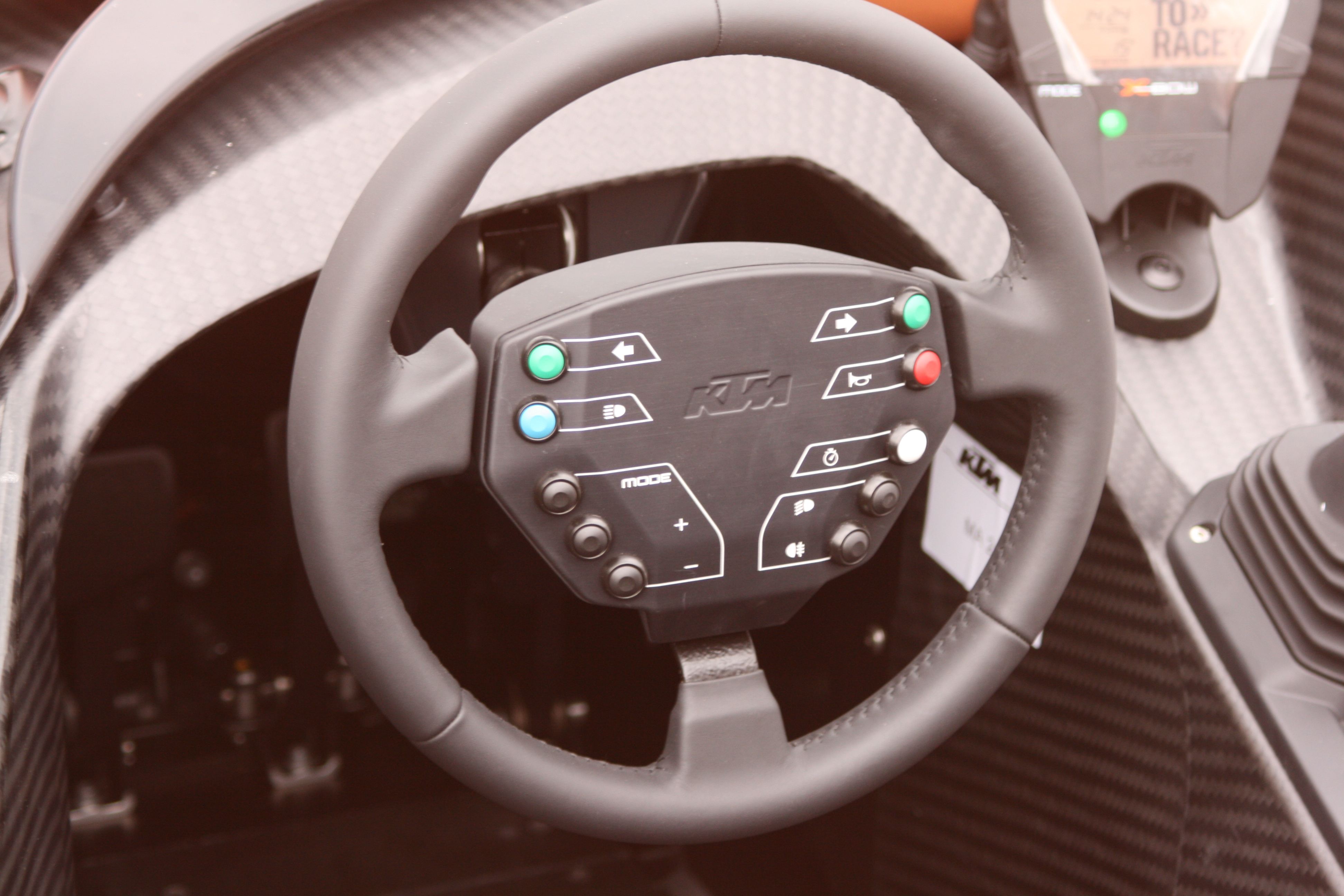
Lenkrad des X-Bow

Das Fahrzeug ist hauptsächlich aus Komponenten von Rennfahrzeugen aufwendig konstruiert. Daher liegt der Preis für das Basismodell bei 69.967,- € ohne Steuern (die Preise in unterschiedlichen Ländern variieren je nach Ausfuhrkosten und landesüblichen Steuern).
Es hat ein Monocoque aus kohlenstofffaserverstärktem Kunststoff, Federungs- und Dämpferelemente von WP Suspension – vorne innenliegend –, ein abnehmbares Lenkrad, eine Brembo-Rennbremsanlage, sowie eine aerodynamische Komplettverkleidung des Bodens mit integriertem Diffusor. Der vor der Hinterachse eingebaute 2,0-l-Vierzylinder-Motor von Audi leistet 221 kW (300 PS), verfügt über Direkteinspritzung (TFSI) und einen Turbolader. Er treibt die Hinterräder an. Außerdem gibt es die Version Street mit einer Leistung von 177 kW (240 PS). Auf Kundenwunsch ist auch eine Rennsport-Variante mit bis zu 265 kW (360 PS) erhältlich. Der X-Bow beschleunigt in 3,9 s von 0 bis 100 km/h und erreicht eine Höchstgeschwindigkeit von 220 km/h oder 231 km/h. Die Fahrleistungen dieses Roadsters sind auf ein Leergewicht von nur 790 kg zurückzuführen.

## Sonstiges

KTM X-Bow-Werk in St. Peter (Graz)

Der X-Bow hat weder elektronische Fahrhilfen wie Antiblockiersystem (ABS), Antriebsschlupfregelung (ASR) oder ein Elektronisches Stabilitätsprogramm (ESP) noch Komfortkomponenten wie Klimaanlage, Radio usw. an Bord, sondern lediglich ein Lenkrad, ein Digitaldisplay, ein manuell zu schaltendes Sechsgang-Getriebe und die auf den Fahrer einstellbare Pedalerie. Überdies besteht keine Pflicht, den Wagen mit Helm zu fahren, da die 7 cm hohe Windschutzscheibe ausreicht, um die gesetzliche Helmpflicht auszusetzen, jedoch wird es im eigenen Interesse empfohlen.
Der X-Bow erfüllt alle EU-Richtlinien der Kleinserien-Homologation, um zum Straßenverkehr zugelassen zu werden. Umgesetzt wird diese Richtlinie in allen EU-Mitgliedsstaaten. Auch die Schweiz schließt sich dieser EU-Richtlinie an. In vielen Ländern außerhalb der Europäischen Union ist der X-Bow ebenfalls homologiert, in manchen Ländern ist er aber lediglich für den Einsatz auf Rennstrecken vorgesehen.

## Technische Daten
| Modell                      | X-Bow                                                  | X-Bow                                                  | X-Bow „GT“                                             | X-Bow „GT“                                             | X-Bow „R“                                              |
| --------------------------- | ------------------------------------------------------ | ------------------------------------------------------ | ------------------------------------------------------ | ------------------------------------------------------ | ------------------------------------------------------ |
| Bauzeit                     | 07/2008–2009                                           | seit 2009                                              | 05/2013–2017                                           | seit 2017                                              | seit 07/2010                                           |
| Motor                       |                                                        |                                                        |                                                        |                                                        |                                                        |
| Einbaulage                  | Mittelmotor                                            | Mittelmotor                                            | Mittelmotor                                            | Mittelmotor                                            | Mittelmotor                                            |
| Hubraum (cm³)               | 1984 cm³                                               | 1984 cm³                                               | 1984 cm³                                               | 1984 cm³                                               | 1984 cm³                                               |
| Zylinder                    | Reihe 4                                                | Reihe 4                                                | Reihe 4                                                | Reihe 4                                                | Reihe 4                                                |
| Leistung (kW/PS)            | 177/240                                                | 221/300                                                | 210/286                                                | 220/300                                                | 220/300                                                |
| Nenndrehzahl (1/min)        | 6000                                                   |                                                        | 6400                                                   | 6400                                                   | 6400                                                   |
| Drehmoment (Nm) bei 1/min   | 310 bei 2000–5500                                      | 353                                                    | 420 bei 3200                                           | 420 bei 3200                                           | 420 bei 3200                                           |
| Abgasnorm                   | EU 4/EU 5                                              | EU 5                                                   | EU 5                                                   | EU 6                                                   | EU 6                                                   |
| Kraftübertragung            |                                                        |                                                        |                                                        |                                                        |                                                        |
| Antrieb                     | Hinterradantrieb                                       | Hinterradantrieb                                       | Hinterradantrieb                                       | Hinterradantrieb                                       | Hinterradantrieb                                       |
| Differential                | Sperrdifferential                                      | Sperrdifferential                                      | Sperrdifferential                                      | Sperrdifferential                                      | Sperrdifferential                                      |
| Getriebe                    | manuell zu schaltendes Sechsgang-Getriebe, H-Schaltung | manuell zu schaltendes Sechsgang-Getriebe, H-Schaltung | manuell zu schaltendes Sechsgang-Getriebe, H-Schaltung | manuell zu schaltendes Sechsgang-Getriebe, H-Schaltung | manuell zu schaltendes Sechsgang-Getriebe, H-Schaltung |
| Fahrleistungen              |                                                        |                                                        |                                                        |                                                        |                                                        |
| Beschleunigung (0–100 km/h) | 3,9 s                                                  | 3,9 s                                                  | 4,1 s                                                  | 4,1 s                                                  | 3,9 s                                                  |
| Höchstgeschwindigkeit       | 220 km/h                                               | 237 km/h                                               | 231 km/h                                               | 231 km/h                                               | 231 km/h                                               |
| Umwelt                      |                                                        |                                                        |                                                        |                                                        |                                                        |
| Verbrauch                   | 7,2–7,9 l/100 km                                       |                                                        | 8,3 l/100 km                                           | 8,3 l/100 km                                           | 8,3 l/100 km                                           |
| CO2-Emission                | 171–189 g/km                                           |                                                        | 189 g/km                                               | 189 g/km                                               | 189 g/km                                               |
| Abmessungen                 |                                                        |                                                        |                                                        |                                                        |                                                        |
| Länge/Breite/Höhe in mm     | 3738/1915/1202                                         | 3738/1915/1202                                         | 3738/1915/1202                                         | 3738/1915/1202                                         | 3738/1915/1202                                         |
| Radstand                    | 2430 mm                                                | 2430 mm                                                | 2430 mm                                                | 2430 mm                                                | 2430 mm                                                |
| Gewicht                     | 790 kg                                                 | 790 kg                                                 | 790 kg                                                 | 847 kg                                                 | 790 kg                                                 |
| Tankinhalt                  | 40 l                                                   | 40 l                                                   | 40 l                                                   | 40 l                                                   | 40 l                                                   |

## Motorsport

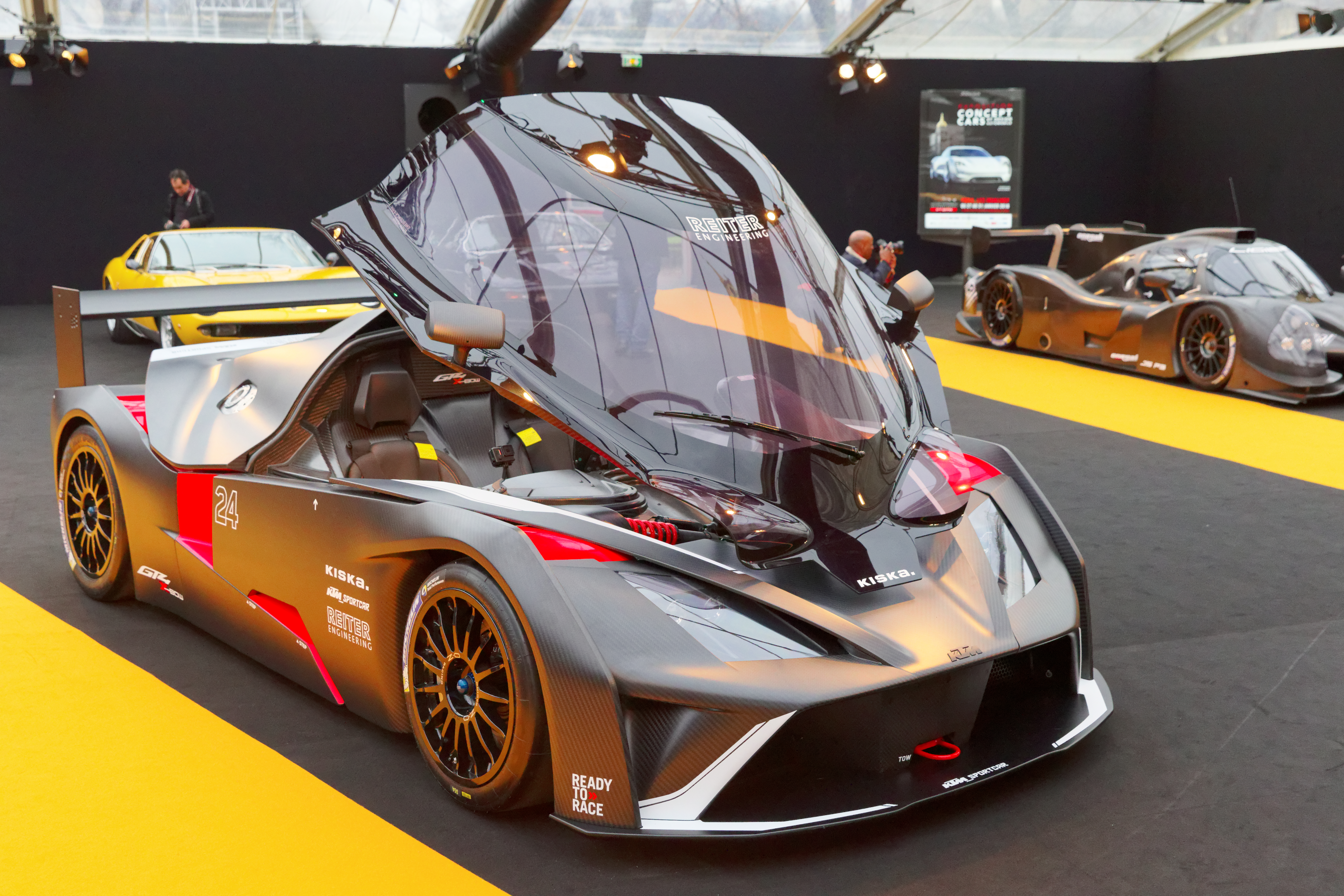
KTM X-Bow GT4 mit aufgeklappter Fahrerkanzel bei einer Automobilausstellung 2016

KTM X-Bow GT-XR

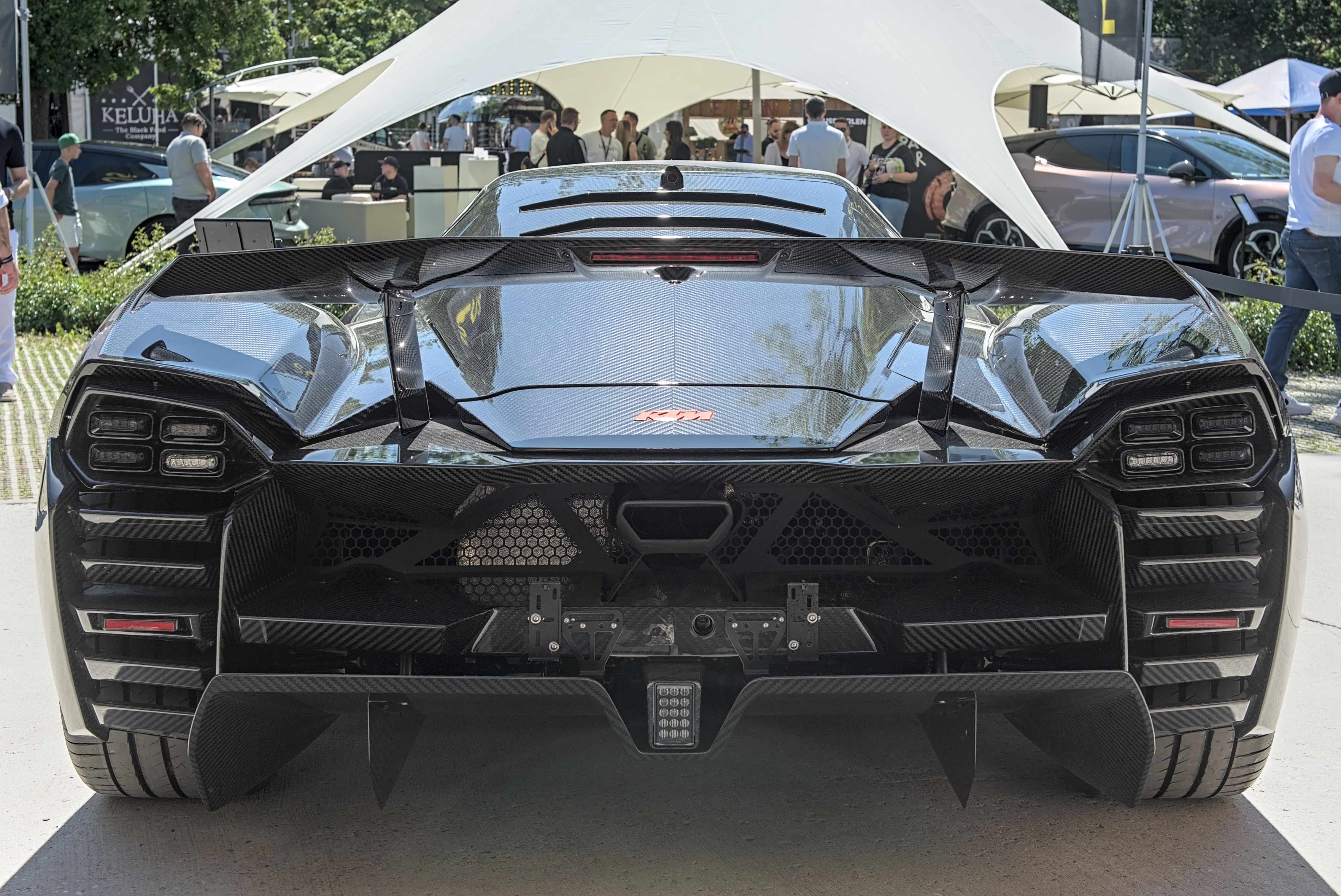
Heckansicht

Im Jahr 2020 wurde die GT4-Version um den X-Bow GTX ergänzt, welcher in zwei verschiedenen Leistungsstufen erhältlich ist. Dieser verwendet einen 2,5 Liter-Fünfzylindermotor mit bis zu 441 kW Leistung, der ebenfalls von Audi stammt. Das neu gestaltete Monocoque des GTX ist auch aus kohlenstofffaserverstärktem Kunststoff und etwa 50 cm länger als das des GT4. Der Ein- und Ausstieg erfolgt weiterhin durch Aufklappen der Canopy genannten oberen Fahrerkanzel des geschlossenen Rennwagens, die nun zusätzlich über zwei Glastüren verfügt. Die Bremsanlage besteht aus Bremsscheiben mit 378 mm Durchmesser und sechs Kolben an der Vorderachse sowie 355 mm Durchmesser und vier Kolben an der Hinterachse.
Der im September 2022 vorgestellte X-Bow GT-XR stellt eine Version mit Straßenzulassung auf dieser Basis dar.
| Modell                      | X-Bow GT4                                  | X-Bow GT-XR                        | X-Bow GTX                                  | X-Bow GT2                                  |
| --------------------------- | ------------------------------------------ | ---------------------------------- | ------------------------------------------ | ------------------------------------------ |
| Bauzeit                     | seit 2017                                  | seit 2022                          | seit 2020                                  | seit 2020                                  |
| Motor                       |                                            |                                    |                                            |                                            |
| Einbaulage                  | Mittelmotor                                | Mittelmotor                        | Mittelmotor                                | Mittelmotor                                |
| Hubraum (cm³)               | 1984 cm³                                   | 2480 cm³                           | 2480 cm³                                   | 2480 cm³                                   |
| Zylinder                    | Reihe 4                                    | Reihe 5                            | Reihe 5                                    | Reihe 5                                    |
| Leistung (kW/PS)            | bis 265/360                                | 368/500                            | 390/530                                    | 441/600                                    |
| Nenndrehzahl (1/min)        |                                            | 6350                               | 6500                                       | 7000                                       |
| Drehmoment (Nm) bei 1/min   | bis 500                                    | 581 bei 5550                       | 615 bei 2500–4500                          | 720 bei 3500–5000                          |
| Kraftübertragung            |                                            |                                    |                                            |                                            |
| Antrieb                     | Hinterradantrieb                           | Hinterradantrieb                   | Hinterradantrieb                           | Hinterradantrieb                           |
| Differential                | Sperrdifferential                          | Sperrdifferential                  | Sperrdifferential                          | Sperrdifferential                          |
| Getriebe                    | sequenzielles Sechsgang-Motorsportgetriebe | Siebengang-Doppelkupplungsgetriebe | sequenzielles Sechsgang-Motorsportgetriebe | sequenzielles Sechsgang-Motorsportgetriebe |
| Fahrleistungen              |                                            |                                    |                                            |                                            |
| Beschleunigung (0–100 km/h) | 3,9 s                                      | 3,4 s                              |                                            |                                            |
| Höchstgeschwindigkeit       | 265 km/h                                   | 280 km/h                           | 276 km/h                                   | über 300 km/h                              |
| Abmessungen                 |                                            |                                    |                                            |                                            |
| Länge/Breite/Höhe in mm     | 4112/1933/1140                             | 4626/2041/1164                     | 4626/2040/1140                             | 4626/2040/1140                             |
| Radstand                    | 2599 mm                                    | 2850 mm                            | 2850 mm                                    | 2850 mm                                    |
| Gewicht                     | 975 kg                                     | 1130 kg                            | 1048 kg                                    | 1048 kg                                    |
| Tankinhalt                  | 120 l                                      | 96 l                               | 120 l                                      | 120 l                                      |

## Ähnliche Fahrzeuge
Fahrzeuge mit vergleichbarem Konzept:
- Ariel Atom
- Caterham Cars
- Lotus 2-Eleven